# Örebro megye
Örebro megye (Örebro län) Közép-Svédország egyik megyéje. Szomszédai Västra Götaland, Värmland, Dalarna, Västmanland, Södermanland és Östergötland megyék.

## Tartomány
A megye a történelmi tartományok területein fekszik.

## Címer
A megye címerében a három történelmi tartomány címere van összevonva. Ha a korona is rajta van, akkor a Megye Adminisztrációs Bizottságát jelöli.

## Népesség
| Lakosok száma | 291 617 | 298 907 | 302 252 | 304 805 | 305 643 | 306 792 | 307 772 | 308 116 | 308 338 |
|               | 2016    | 2017    | 2018    | 2019    | 2020    | 2021    | 2022    | 2023    | 2024    |

## Külső hivatkozások
- Örebro megye adminisztrációja
- Örebro megye Archiválva 2009. február 10-i dátummal a Wayback Machine-ben